# Товарищ (гусария)

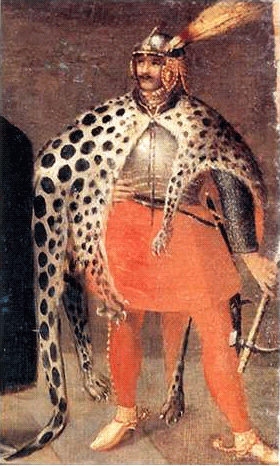
Товарищ гусарии. Шкура покрыта пятнистым рисунком, под леопарда. Нагрудник с кольчужными рукавами. Шлем с позолоченными височными пластинами и плюмажем. Короткий летний жупан. Тесные гусарские рейтузы с пуговицами по бокам. В левой руке надзяк. На боку сабля-карабела с открытой гардой. Голуховская таблица, ок. 1620. Национальный музей в Познани.

Това́рищ (пол. towarzysz) — польский шляхтич, служащий в войсках народного авторамента.

## История
Ротмистр формировал роту, набирая по контракту несколько помощников, или товарищей. Каждый товарищ приводил с собой небольшой отряд — почёт или почт, состоящий из пахоликов или пахолков. Почёт образовывал воинскую единицу — копьё. В XVI веке численность копья достигала семи пахолков, в XVII веке численность сократилась до двух пахолков. Товарищ был в прямом смысле слова товарищем ротмистра, так как разделял ответственность, а также военные и экономические риски ротмистра.
Как правило, товарищи были шляхтичами. В трудные времена в товарищи могли попасть лица сомнительного и откровенно неблагородного происхождения, если только у них были деньги на экипировку и содержание похоликов и челяди. 
Товарищи составляли своего рода военное братство среди остальных шляхтичей. Если друг к другу шляхтичи обращались пан, то товарищи обращались друг к другу пан брат. Товарищ имел высокий социальный статус. Мемуарист Китович в XVIII веке писал:
Если для лиц невысокого статуса все двери в опере, на балах и королевских приёмах были закрыты, то товарищи могли войти куда угодно.
Товарищ в гусарии считался младшим офицером, но его статус был выше, чем у обычных офицеров-драгун или офицеров-пехотинцев. Товарищи имели право не выполнять приказы офицеров негусарских полков. 
В 1775 году польская гусария прекратила существование, и должность товарища была приравнена к должности хорунжего.